# Julian Draxler
Julian Draxler (født 20. september 1993) er en tysk fodboldspiller, der spiller som offensiv midtbanespiller for Paris Saint-Germain.

## Klubkarriere

### Schalke 04
Draxler spillede i 10 år for Schalke 04's ungdomshold.
Den 15. januar 2011 fik han sin førsteholdsdebut for klubben i et 1-0 nederlag mod Hamburger SV. Hermed blev han den fjerdeyngste fodboldspiller til at debutere i Bundesligaen. En uge senere i Schalkes 1-0 sejr mod Hannover 96 blev han den fjerdyngste midtbanespiller til at starte inde i en kamp i Bundesligaen og den yngste i Schalkes historie. Den 25. januar 2011 scorede Draxler sit første mål for Schalke i 3-2 sejren mod FC Nürnberg i DFB-Pokalen.
I løbet af 2011-sæsonen blev Draxler stamspiller på holdet efter flere gode kampe. Den 10. maj 2013 underskrev Draxler en ny 2-årig kontrakt med Schalke for at sikre, at han ikke gik til en konkurrerende klub, idet han var blevet rygtet på vej til Borussia Dortmund. I sommeren 2015 accepterede Schalke imidlertid et tilbud fra Wolfsburg, og Draxler skiftede til denne klub.

### Paris Saint-Germain
I december 2016 offentliggjorde Wolfsburg at Draxler havde skrevet kontrakt med den franske gigant-klub PSG og sluttede sig til holdet i Januar 2017.

## Landshold
Draxler har (pr. 3. september 2015) spillet 15 kampe og scoret ét mål for det tyske landshold. Den 26. maj 2012 fik han sin debut imod Schweiz, hvor han kom på banen i 62. minut i stedet for Lukas Podolski. Ved VM i 2014 i Brasilien vandt han guld med tyskerne, dog med begrænset spilletid i turneringen.
Han har derudover også repræsenteret U/18-, U/19- og U/21-landsholdene.